# 刘义 (唐朝)
刘（?—?），唐朝诗人、节士。
刘义年轻时，性情刚直，放肆任侠，因喝酒杀人亡命。等到朝廷赦免才出来，开始折节读书，能作诗。但是自恃原来的报负，不肯讨好贵人，常穿木屐、破衣。听说韩愈接纳天下之士，步行投奔他，作《冰柱》《雪车》两首诗，在卢仝、孟郊之上。樊宗师见到他，独行拜礼。他能当面评价别人缺点，奉行正义则又弥补缝合如同对亲属一样。后因争论不能说服宾客，于是拿着韩愈的数斤金子离去，听说：“这是阿谀奉承墓中之人得到的，不如给我刘君为寿。”韩愈不能挽留，他游历齐、鲁，不知所终。